# Âge légal pour la consommation d'alcool
 (janvier 2020).
L’âge légal pour la consommation de boisson alcoolisée est l'âge déterminé par un gouvernement pour restreindre l'achat ou la consommation d'alcool chez les enfants ou les mineurs. Cet âge varie entre 0 et 25 ans en fonction des pays et des états, quoique l'achat d'alcool soit complètement interdit dans certains pays.

## Afrique
| Pays / Région  | Âge minimum                                      | Âge minimum                                      | Notes                               |
| Pays / Région  | Consommation                                     | Achat                                            | Notes                               |
| -------------- | ------------------------------------------------ | ------------------------------------------------ | ----------------------------------- |
| Afrique du Sud | 21                                               | 21                                               | Etait de 18 ans avant octobre 2024. |
| Algérie        | 19                                               | 19                                               |                                     |
| Botswana       | 18                                               | 18                                               |                                     |
| Cameroun       | 18                                               | 21                                               |                                     |
| Congo          | 18                                               | 18                                               |                                     |
| Égypte         | 18 (bière, cidre) 21 (vin, spiritueux, alcopops) | 18 (bière, cidre) 21 (vin, spiritueux, alcopops) |                                     |
| Érythrée       | 18                                               | 18                                               |                                     |
| Éthiopie       | 18                                               | 18                                               |                                     |
| Ghana          | 18                                               | 18                                               |                                     |
| Kenya          | 18                                               | 18                                               |                                     |
| Malawi         | 18                                               | 18                                               |                                     |
| Mauritanie     | 21                                               | 21                                               |                                     |
| Maroc          | 18                                               | 18                                               |                                     |
| Maurice        | 18                                               | 18                                               |                                     |
| Namibie        | 18                                               |                                                  |                                     |
| Niger          | 18                                               | 18                                               |                                     |
| Nigeria        | 18                                               | 18                                               |                                     |
| Ouganda        | 21                                               | 21                                               |                                     |
| Tunisie        | 18                                               | 18                                               |                                     |
| Zambie         | 18                                               | 18                                               |                                     |
| Zimbabwe       | 18                                               | Aucun                                            |                                     |

## Amérique
| Pays / Région          | Âge minimum  | Âge minimum | Notes |
| Pays / Région          | Consommation | Achat       | Notes |
| ---------------------- | ------------ | ----------- | --- |
| Antigua                | ?            | 16          | |
| Argentine              | 18           | 18          | |
| Bahamas                | 18           | 18          | |
| Barbade                | 18           | 18          | Entre 10 et 17 ans il est permis de consommer de l'alcool en présence d'un parent. |
| Belize                 | 18           | 18          | |
| Bermudes               | 18           | 18          | |
| Bolivie                | 18           | 18          | |
| Brésil                 | 18           | 18          | |
| Canada                 | 18           | 18          | En Alberta, au Manitoba et au Québec. Au Québec, par le biais de la société publique S.A.Q., l'État détient le monopole de la vente d'alcool au détail sauf pour la bière et certains vins vendus en épicerie. |
| Canada                 | 18/19        | 18/19       | Dans toutes les autres provinces, ainsi que les trois territoires. La consommation par les mineurs en présence d'adultes dans des établissements licenciés est permise dans les provinces du Manitoba, de l'Ontario, et du Nouveau-Brunswick, et à domicile dans les provinces de l'Île-du-Prince-Édouard, de l'Alberta, de la Colombie-Britannique, et de la Saskatchewan,. L'âge légal pour la consommation d'alcool est de juridiction provinciale, dans les territoires est accordé un droit comparable. |
| Chili                  | 18           | 18          | |
| Colombie               | 18           | 18          | |
| Costa Rica             | 18           | 18          | |
| Cuba                   | Aucun        | 16          | |
| République dominicaine | 18           | 18          | |
| Équateur               | 18           | 18          | |
| États-Unis             | 21           | 21          | Dans quelques États, il est permis de consommer de l'alcool en présence d'un parent dans un endroit privé. L'âge légal est très respecté surtout dans les bars et restaurants. Dans certains états on peut aller en prison. |
| Îles Malouines         | 18           | 18          | |
| Guatemala              | Aucun        | 18          | |
| Haïti                  | 16           | 16          | |
| Honduras               | 18           | 18          | Mais peu contrôlé |
| Jamaïque               | 15           | 15          | |
| Mexique                | 18           | 18          | La consommation d'alcool dans les endroits publics ou dans un véhicule est prohibée. |
| Nicaragua              | 19           | 19          | |
| Panama                 | 18           | 18          | |
| Paraguay               | 18           | 20          | |
| Pérou                  | 18           | 18          | |
| Porto Rico             | 18           | 18          | |
| Trinité-et-Tobago      | 18           | 18          | |
| Uruguay                | 18           | 18          | |
| Venezuela              | 18           | 18          | |

## Asie
| Pays / Région                 | Âge minimum                                                       | Âge minimum                                                       | Notes |
| Pays / Région                 | Consommation                                                      | Achat                                                             | Notes |
| ----------------------------- | ----------------------------------------------------------------- | ----------------------------------------------------------------- | --- |
| Arabie saoudite               | Illégal pour tous.                                                | Illégal pour tous.                                                | Interdit par la Charia |
| Arménie                       | Aucun                                                             | Aucun                                                             | La loi est très libérale, en revanche la conduite nécessite un taux zéro d'alcool et est sévèrement punie le cas contraire, même avec un taux infime. |
| Azerbaïdjan                   | 15                                                                | 18                                                                | |
| Bahreïn                       | 18                                                                | 18                                                                | Les musulmans de Bahreïn ne sont pas autorisés à consommer de l'alcool peu importe leur âge. Les non musulmans peuvent le faire, mais il leur est tout de même interdit de boire pendant le Ramadan. |
| Bali                          | Aucun                                                             | 15                                                                | |
| Brunei                        | Illégal                                                           | Illégal                                                           | Les musulmans n'ont pas le droit de boire ou de posséder de l'alcool. Les non musulmans et les visiteurs ont le droit d'importer de l'alcool pour leur consommation personnelle. La vente d'alcool est prohibée. |
| République de Chine           | Aucun                                                             | 18                                                                | Depuis janvier 2006. Même si l'âge d'achat est fixé à 18 ans, il n'est généralement pas exercé sur les étrangers. |
| République populaire de Chine | 18                                                                | 18                                                                | |
| Corée du Sud                  | 19                                                                | 19                                                                | Avant l'âge était calculé en fonction de l'année de naissance, peu importe la date exacte. |
| Émirats arabes unis           | 21                                                                | 21                                                                | Les lois de l’émirat de Dubaï soutiennent qu'aucune personne de moins de 16 ans ne peut se trouver en des lieux où de l'alcool est servi après 18 heures. L'alcool est seulement servi dans les bars rattachés aux hôtels. |
| Géorgie                       | Aucun                                                             | 18                                                                | |
| Hong Kong                     | 18                                                                | 18                                                                | |
| Inde                          | 18-25 (dépend des états). 19 à Maharastra. 25 à Delhi.            | 18-25 (dépend des états). 19 à Maharastra. 25 à Delhi.            | La consommation d'alcool est interdite dans les États de Gujarat et Mizoram. De plus, la consommation d'alcool est également prohibée dans certaines villes saintes. |
| Indonésie                     | 18                                                                | 18                                                                | |
| Irak                          | 18                                                                | 18                                                                | |
| Iran                          | Illégal pour tous, sauf lors de cérémonies juives et chrétiennes. | Illégal pour tous, sauf lors de cérémonies juives et chrétiennes. | |
| Israël                        | 18                                                                | 18                                                                | |
| Japon                         | 20                                                                | 20                                                                | |
| Jordanie                      | 18                                                                | 18                                                                | |
| Koweït                        | Illégal                                                           | Illégal                                                           | Achat interdit. |
| Liban                         | 18                                                                | 18                                                                | |
| Malaisie                      | 21                                                                | 21                                                                | La vente d'alcool aux musulmans est illégale, tout comme sa consommation par les musulmans en public. L'âge légal est passé de 18 à 21 ans en décembre 2017, mais la loi ne fut appliquée qu'à partir du 16 octobre 2018. Les revendeurs ont 18 mois pour se faire à la nouvelle réglementation. Après cette période de temps, le délit est condamné d'une peine de 10 000 Ringgit, et jusqu'à 2 ans de prison. |
| Népal                         | 18                                                                | 18                                                                | |
| Oman                          | 21                                                                | 21                                                                | Très peu d'établissements servent de l'alcool pendant le Ramadan. |
| Pakistan                      | 21                                                                | 21                                                                | Illégal pour les musulmans. |
| Philippines                   | 18                                                                | 18                                                                | |
| Qatar                         | 18                                                                | 18                                                                | |
| Russie                        | 18                                                                | 18                                                                | |
| Singapour                     | 18                                                                | 18                                                                | |
| Sri Lanka                     | 18                                                                | 18                                                                | |
| Thaïlande                     | 20                                                                | 20                                                                | Il faut avoir au moins 20 ans pour entrer dans les clubs. En 2008 une loi portant sur le contrôle des boissons alcoolisées a fait passer l'âge légal de consommation de 18 à 20 ans. (Législation plus ou moins respectée selon les endroits) La vente d'alcool est aussi bannie à certaines periodes lors des fêtes religieuses et des élections.                                                              |
| Turquie                       | 18                                                                | 18                                                                | Les gens de moins de 18 ans ont le droit de consommer des spiritueux s'ils sont accompagnés par les parents. Les mineurs ne peuvent pas entrer dans les bars. |
| Viêt Nam                      | 18                                                                | 18                                                                | |

## Europe
| Pays / Région      | Âge minimum | Âge minimum | Notes |
| Pays / Région      | Consommation | Achat | Notes |
| ------------------ | --- | --- | --- |
| Albanie            | Aucun âge minimum | Aucun âge minimum | |
| Allemagne          | 14 (vins, mousseux et bières en présence des parents), 16 (vins, mousseux et bières), 18 (autres) | 14 (vins, mousseux et bières en présence des parents), 16 (vins, mousseux et bières), 18 (autres)                                                                                      | Loi sur la protection des mineurs (JuSchG): § 9 Des boissons alcoolisées (1) Dans les restaurants, les emplacements de ventes ou ailleurs en public, il n’est permis ni d’offrir ni d’autoriser la consommation 1. de l’eau-de-vie, de boissons qui contiennent de l’eau-de-vie ou de vivres dont le contenu en eau-de-vie n’est pas que de quantité insignifiante aux enfants et adolescents, 2. d’autres boissons alcoolisées aux enfants et adolescents de moins de 16 ans. (2) L’alinéa 1er no 2 ne sera pas applicable lorsque les adolescents sont accompagnés d’une personne en autorité. |
| Angleterre         | 18 ans 16 ans (vin et bière dans un pub, un bar ou un restaurant avec de la nourriture commandée par un adulte) 16 ans (chocolats à la liqueur) 5 ans (consommation à la maison)                                                | 18 ans 16 ans (vin et bière dans un pub, un bar ou un restaurant avec de la nourriture commandée par un adulte) 16 ans (chocolats à la liqueur) 5 ans (consommation à la maison)       | Dans certains magasins, on peut vous demander de justifier votre identité si vous semblez avoir moins de 25 ans.[réf. nécessaire] |
| Autriche           | 16 (vin et bière), 16/18 (spiritueux) | 16 (vin et bière), 16/18 (spiritueux) | Il est permis de boire de l'alcool fourni par les parents à partir de 14 ans. |
| Belgique           | 16 (vin et bière), 18 (spiritueux) | 16 (vin et bière), 18 (spiritueux) | La loi belge ne punit pas la consommation d'alcool. Par contre, depuis 2009 il est défendu de vendre, de servir ou d'offrir une boisson alcoolisée à un mineur par quiconque, y compris ses parents. |
| Biélorussie        | 18 | 18 | |
| Bosnie-Herzégovine | 18 | 18 | |
| Bulgarie           | 18 | 18 | |
| Chypre             | 17 | 17 | |
| Croatie            | 18 | 18 | |
| Danemark           | Aucun âge minimum en dehors des bars. Dans les bars 18. | 16 (<16,5% vol) 18 (>16,5% vol) | |
| Écosse             | 5 | 16 (dans un pub, un bar ou un restaurant) / 18 | |
| Espagne            | Aucun | 18 | |
| Estonie            | 18 | 18 | |
| Finlande           | 18 | 18 (dans les magasins et les Alko jusqu'à 22% vol et pour tous les alcools dans les bars), 20 (plus de 22% vol. dans les Alko); l'alcool ne peut pas être vendu à des clients enivrés. | |
| France             | Aucun, les mineurs sont sous l'autorité parentale jusqu'à 18 ans, et le parent doit même rester présent s'il propose de l'alcool à son enfant de moins de 16 ans. De plus, faire boire un mineur jusqu'à l'ivresse est un délit | 18 | C'est un délit de vendre ou d'offrir gratuitement de l'alcool à un mineur et le vendeur peut exiger la présentation d'une carte d'identité pour vérifier l'âge de l'acheteur. Il est interdit de vendre de l'alcool à crédit ou à une personne déjà manifestement ivre. |
| Gibraltar          | 16 | 16 | |
| Grèce              | Aucun | 17 | Pas d'âge pour la consommation en privé. |
| Hongrie            | Aucun | 18 | |
| Irlande            | Aucun | 18 | |
| Islande            | Aucun | 20 | |
| Italie             | 18 | 18 | L'âge minimum a augmenté de 16 à 18 ans en 2013. |
| Jersey             | 18 | 18 | Beaucoup d'établissements suivent la loi britannique pour les mineurs de 16 à 18 ans (vin et bière dans un pub, un bar ou un restaurant avec de la nourriture, et commandé par un adulte responsable du ou des mineurs) |
| Lettonie           | Aucun | 18 | |
| Liechtenstein      | 16 (vin et bière), 18 (spiritueux) | 16 (vin et bière), 18 (spiritueux) | |
| Lituanie           | 20 | 20 | |
| Luxembourg         | 16 | 16 | |
| Macédoine          | 18 | 18 | |
| Malte              | Aucun | 17 | |
| Moldavie           | Aucun (bière), 18 (vin et spiritueux) | Aucun (bière), 18 (vin et spiritueux) | |
| Monaco             | Aucun | 18 | L'accès aux bars et aux clubs n'est généralement pas autorisée aux mineurs de moins de 18 ans. |
| Monténégro         | Aucun | 18 | |
| Norvège            | Aucun | 18 (moins de 22 % vol.), 20 (22 % vol. et plus) | Par le biais de la société publique Vinmonopolet, l'État détient le monopole de la vente d'alcool au détail dans le but premier de lutter contre la consommation d'alcool de mauvaise qualité. |
| Pays-Bas           | Aucun | 18 | Dans certains magasins, on peut vous demander de justifier votre identité si vous semblez avoir moins de 25 ans. |
| Pologne            | 18 | 18 | Il est illégal de vendre de l'alcool à des personnes déjà en état d'ébriété. |
| Portugal           | 18 | 18 | La vente de toute sorte d'alcool est interdite aux mineurs de 18 ans depuis le 1er juillet 2015. |
| Roumanie           | Aucun | 18 | |
| Russie             | 18 | 18 | |
| Serbie             | 18 | 18 | |
| Slovaquie          | Aucun | 18 | Seul le vendeur peut être puni. |
| Slovénie           | Aucun | 18 | |
| Suisse             | Aucun | 18 (spiritueux, alcopops) 16 (autres alcools) | Les deux plus gros détaillants du pays sont plus restrictifs que ne le demande la loi: Coop ne vend pas d'alcool aux moins de 18 ans, Migros n'en propose pas du tout. Il existe des particularités cantonales; par ex. le canton du Tessin limite la vente de tous les alcools aux personnes de 18 ans ou plus. |
| République tchèque | 18 | 18 | Fmi[Quoi ?] |

## Océanie
| Pays / Région             | Âge minimum         | Âge minimum         | Notes |
| Pays / Région             | Consommation        | Achat               | Notes |
| ------------------------- | ------------------- | ------------------- | --- |
| Australie                 | 18                  | 18                  | Variable selon les États. Certains États restreignent la possession et la consommation aux plus de 18 ans, tous les États restreignent la vente aux moins de 18 ans. Les mineurs peuvent consommer de l'alcool dans le cadre privé sous la surveillance parentale. |
| Fiji                      | 18                  | 18                  | De 2006 à 2009 l'âge légal était de 21 ans puis en 2009 il a été abaissé à 18 ans. |
| Guam                      | 21                  | 21                  | |
| Micronésie                | 21                  | 21                  | |
| Mariannes du Nord         | 21                  | 21                  | |
| Nouvelle-Zélande          | 18,                 | 18,                 | L'âge minimum ne s'applique que pour les boissons avec un taux d'alcool supérieur ou égal à 1,15%. Aucune restriction n'est appliquée aux boissons au taux d'alcool inférieur à 1,15%. Les personnes de moins de 18 ans ne peuvent pas boire en dehors des résidences privées ou des réceptions privées sauf si elles sont accompagnées par leur parent ou tuteur légal. L'alcool peut être fourni aux mineurs que par et avec l'autorisation de leur parent ou tuteur légal, mais aucun hôte adulte sans lien de famille ne peut fournir de l'alcool à un mineur. |
| Palau                     | 21                  | 21                  | |
| Papouasie-Nouvelle-Guinée | 18                  | 18                  | |
| Samoa                     | 21                  | 21                  | |
| Samoa américaines         | 21                  | 21                  | |
| Îles Salomon              | 21                  | 21                  | |
| Tokelau                   | 18[réf. nécessaire] | 18[réf. nécessaire] | |
| Tonga                     | 21                  | 21                  | |
| Vanuatu                   | 18                  | 18                  | |